# Couleuvre (Allier)
Pour les articles homonymes, voir Couleuvre (homonymie).
Couleuvre est une commune française, située dans le département de l'Allier en région Auvergne-Rhône-Alpes. Son nom est associé à celui de la porcelaine de Couleuvre qui y est fabriquée depuis le XIXe siècle.

## Géographie
1. Carte dynamique
2. Carte Openstreetmap
3. Carte topographique
4. Carte avec les communes environnantes

L'Auron, qui arrose notamment Bourges, prend sa source à Couleuvre.
Ses communes limitrophes sont :
| Valigny         | Lurcy-Lévis | Pouzy-Mésangy |
| Isle-et-Bardais | Couleuvre   |               |
| Cérilly         | Theneuille  | Saint-Plaisir |

### Climat
Pour des articles plus généraux, voir Climat d'Auvergne-Rhône-Alpes et Climat de l'Allier.
En 2010, le climat de la commune est de type climat océanique dégradé des plaines du Centre et du Nord, selon une étude du CNRS s'appuyant sur une série de données couvrant la période 1971-2000. En 2020, Météo-France publie une typologie des climats de la France métropolitaine dans laquelle la commune est exposée à un climat océanique altéré et est dans une zone de transition entre les régions climatiques « Centre et contreforts nord du Massif Central » et « Ouest et nord-ouest du Massif Central ».
Pour la période 1971-2000, la température annuelle moyenne est de 10,7 °C, avec une amplitude thermique annuelle de 16,1 °C. Le cumul annuel moyen de précipitations est de 826 mm, avec 11,6 jours de précipitations en janvier et 7,3 jours en juillet. Pour la période 1991-2020, la température moyenne annuelle observée sur la station météorologique de Météo-France la plus proche, « Lurcy-Lévis Sa », sur la commune de Lurcy-Lévis à 7 km à vol d'oiseau, est de 11,4 °C et le cumul annuel moyen de précipitations est de 717,2 mm,. Pour l'avenir, les paramètres climatiques de la commune estimés pour 2050 selon différents scénarios d'émission de gaz à effet de serre sont consultables sur un site dédié publié par Météo-France en novembre 2022.

## Urbanisme

### Typologie
Au 1er janvier 2024, Couleuvre est catégorisée commune rurale à habitat très dispersé, selon la nouvelle grille communale de densité à 7 niveaux définie par l'Insee en 2022.
Elle est située hors unité urbaine et hors attraction des villes,.

### Occupation des sols

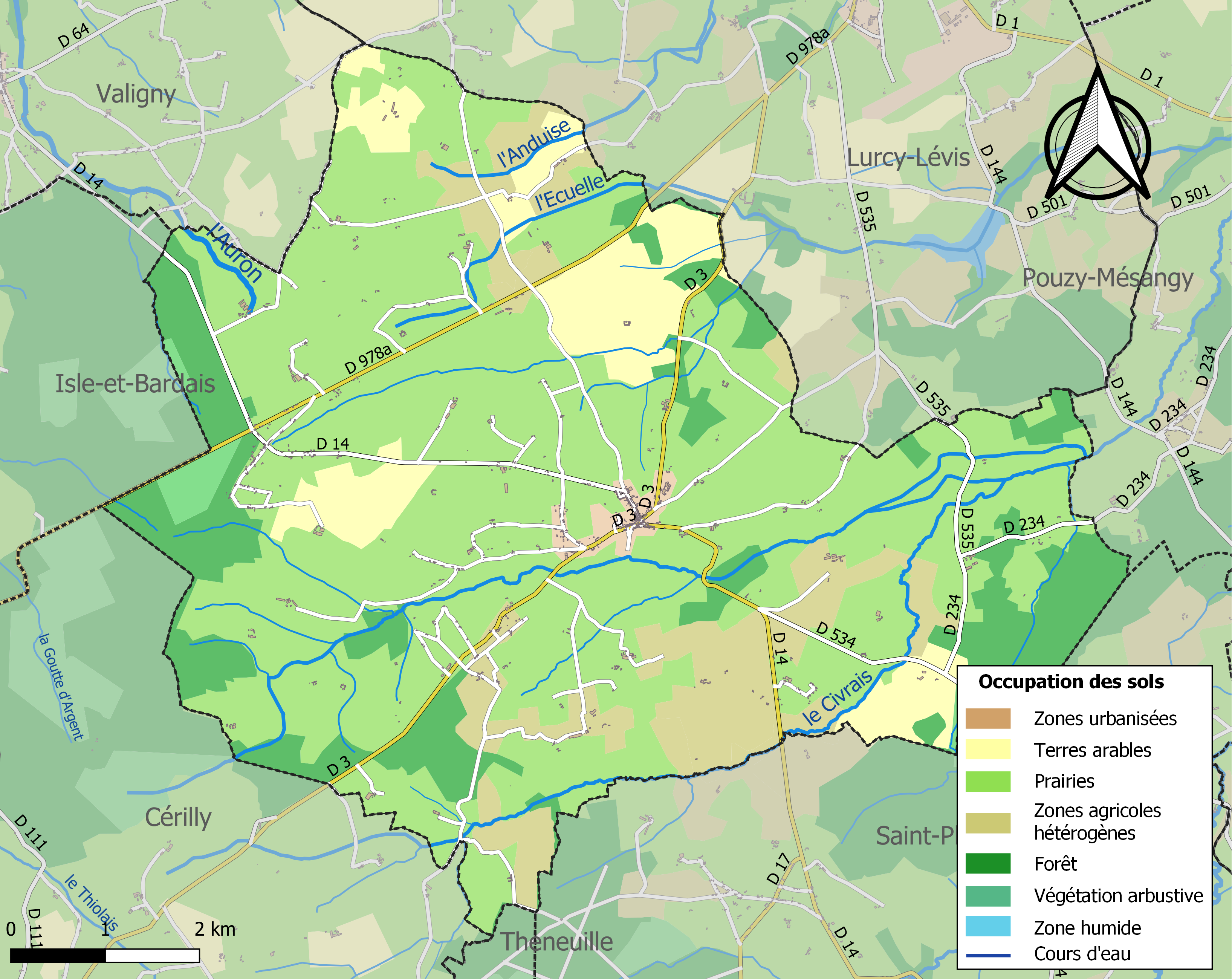
Carte des infrastructures et de l'occupation des sols de la commune en 2018 (CLC).

L'occupation des sols de la commune, telle qu'elle ressort de la base de données européenne d’occupation biophysique des sols Corine Land Cover (CLC), est marquée par l'importance des territoires agricoles (83,8 % en 2018), une proportion identique à celle de 1990 (83,8 %). La répartition détaillée en 2018 est la suivante : 
prairies (63,3 %), forêts (14,1 %), zones agricoles hétérogènes (11,3 %), terres arables (9,2 %), zones urbanisées (1,1 %), milieux à végétation arbustive et/ou herbacée (1 %).
L'IGN met par ailleurs à disposition un outil en ligne permettant de comparer l’évolution dans le temps de l’occupation des sols de la commune (ou de territoires à des échelles différentes). Plusieurs époques sont accessibles sous forme de cartes ou photos aériennes : la carte de Cassini (XVIIIe siècle), la carte d'état-major (1820-1866) et la période actuelle (1950 à aujourd'hui).

## Toponymie
Le nom du village et son origine seraient liés, selon certaines traditions, à un miracle réalisé par saint Menoux (la légende de la couleuvre de la fontaine Saint-Martin de Saint-Menoux).

## Histoire
Selon la tradition, le roi Charles IX et sa mère Catherine de Médicis, venant de Blois et en route pour Moulins, auraient passé la nuit du 20 décembre 1565 dans la maison qui abrite aujourd'hui le musée de la Porcelaine de Couleuvre.

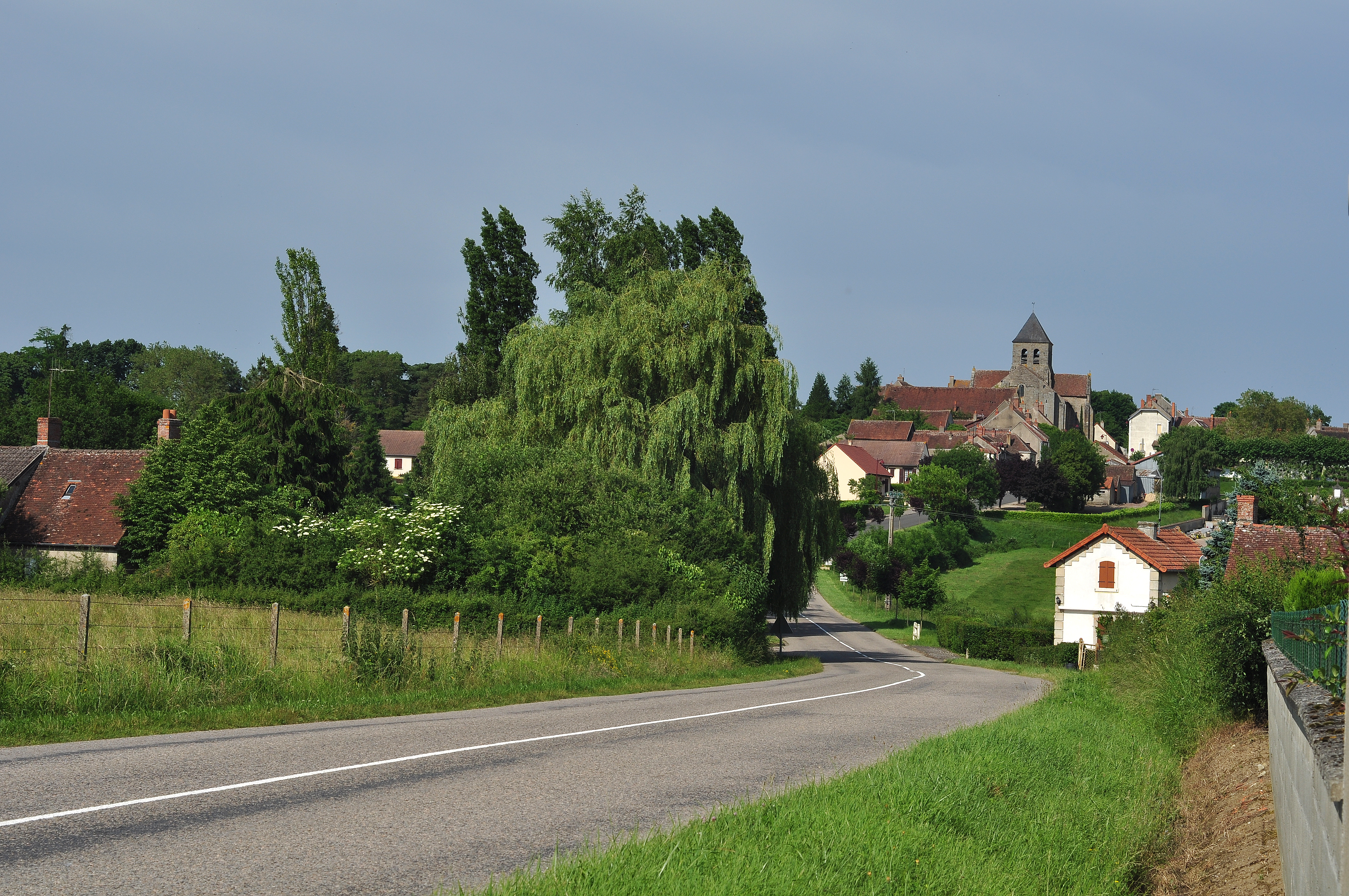
Vue du village.

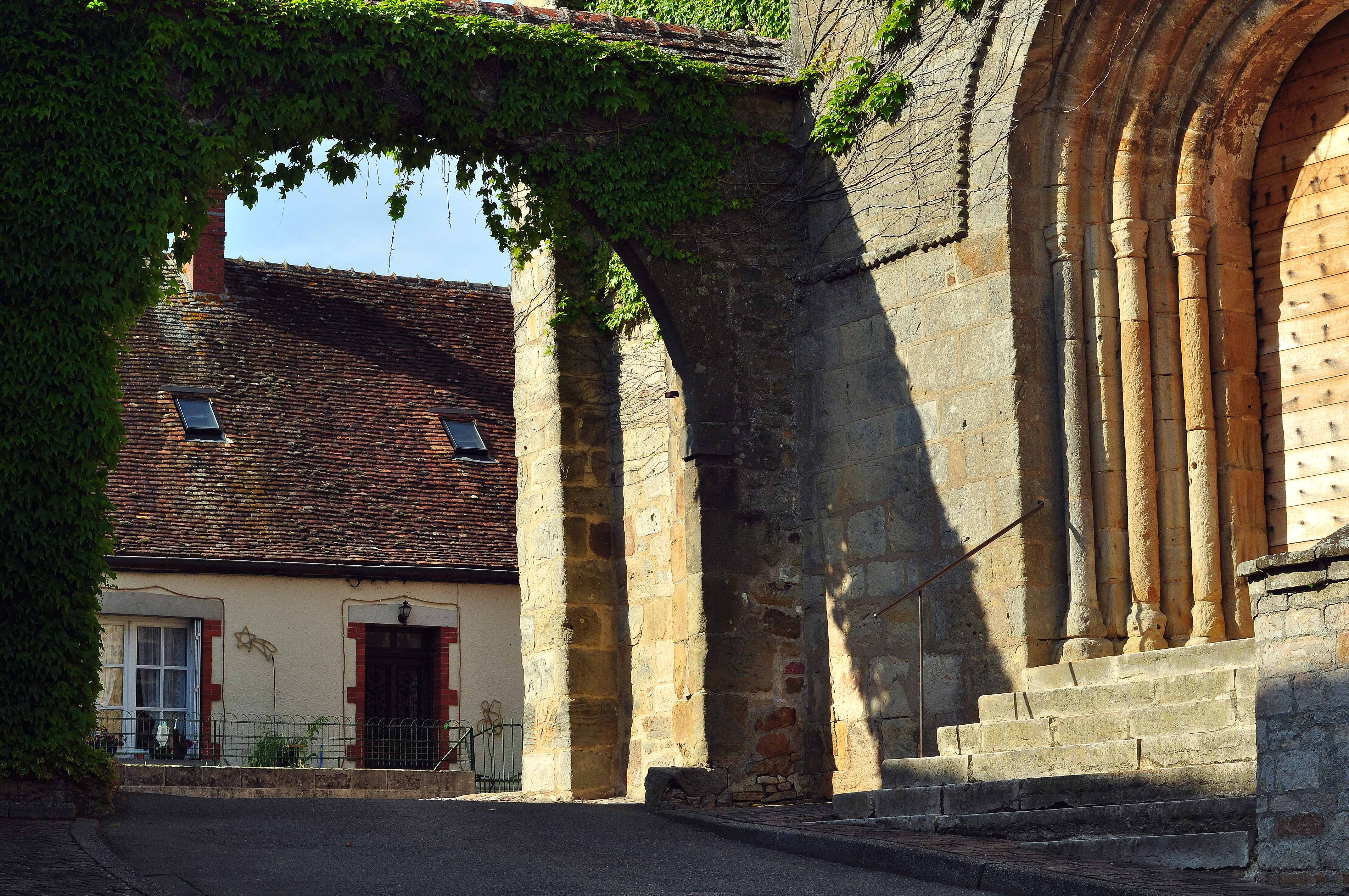
Le parvis de l'église.

De 1887 à 1950, Couleuvre était desservie par le réseau de l'Allier de la société générale des chemins de fer économiques.

## Politique et administration

### Découpage territorial
Par arrêté préfectoral du 2 janvier 2024, la commune est retirée le 1er janvier 2024 de l'arrondissement de Moulins et rattachée à l'arrondissement de Montluçon.

### Liste des maires
| Période                                  | Période                       | Identité         | Étiquette | Qualité |
| ---------------------------------------- | ----------------------------- | ---------------- | --------- | --- |
| Les données manquantes sont à compléter. |                               |                  |           | |
| 1919                                     |                               | Léonard Gesseret | SFIO      | Artisan maçon                                                                                               |
| Les données manquantes sont à compléter. |                               |                  |           | |
| octobre 1947                             | juin 1974                     | Robert Delelis   |           | |
| juin 1974                                | mars 2008                     | Roger Friaud     | PCF       | Agriculteur Conseiller général de Lurcy-Lévis (1988 → 2001)                                                 |
| mars 2008                                | En cours (au 19 janvier 2022) | Daniel Rondet    |           | Agent d'assurance retraité Président de la CC du Pays de Tronçais (2020 → ) Réélu pour le mandat 2020-2026, |

## Population et société

### Démographie
L'évolution du nombre d'habitants est connue à travers les recensements de la population effectués dans la commune depuis 1793. Pour les communes de moins de 10 000 habitants, une enquête de recensement portant sur toute la population est réalisée tous les cinq ans, les populations de référence des années intermédiaires étant quant à elles estimées par interpolation ou extrapolation. Pour la commune, le premier recensement exhaustif entrant dans le cadre du nouveau dispositif a été réalisé en 2004.

En 2022, la commune comptait 592 habitants, en évolution de +5,15 % par rapport à 2016 (Allier : −1,38 %, France hors Mayotte : +2,11 %).
| 1793  | 1800  | 1806  | 1821  | 1831  | 1836  | 1841  | 1846  | 1851  |
| ----- | ----- | ----- | ----- | ----- | ----- | ----- | ----- | ----- |
| 1 250 | 1 201 | 1 292 | 1 393 | 1 479 | 1 455 | 1 405 | 1 560 | 1 484 |

| 1856  | 1861  | 1866  | 1872  | 1876  | 1881  | 1886  | 1891  | 1896  |
| ----- | ----- | ----- | ----- | ----- | ----- | ----- | ----- | ----- |
| 1 834 | 2 054 | 2 157 | 2 284 | 2 301 | 2 222 | 2 133 | 2 118 | 1 979 |

| 1901  | 1906  | 1911  | 1921  | 1926  | 1931  | 1936  | 1946  | 1954  |
| ----- | ----- | ----- | ----- | ----- | ----- | ----- | ----- | ----- |
| 1 804 | 1 769 | 1 739 | 1 502 | 1 404 | 1 297 | 1 291 | 1 190 | 1 211 |

| 1962  | 1968  | 1975 | 1982 | 1990 | 1999 | 2004 | 2006 | 2009 |
| ----- | ----- | ---- | ---- | ---- | ---- | ---- | ---- | ---- |
| 1 196 | 1 126 | 900  | 796  | 716  | 645  | 600  | 576  | 584  |

| 2014 | 2019 | 2022 | - | - | - | - | - | - |
| ---- | ---- | ---- | - | - | - | - | - | - |
| 560  | 597  | 592  | - | - | - | - | - | - |

## Économie
- Camping municipal [24] de la Font Saint Julien, ouvert du 1er avril au 30 octobre.

## Culture locale et patrimoine

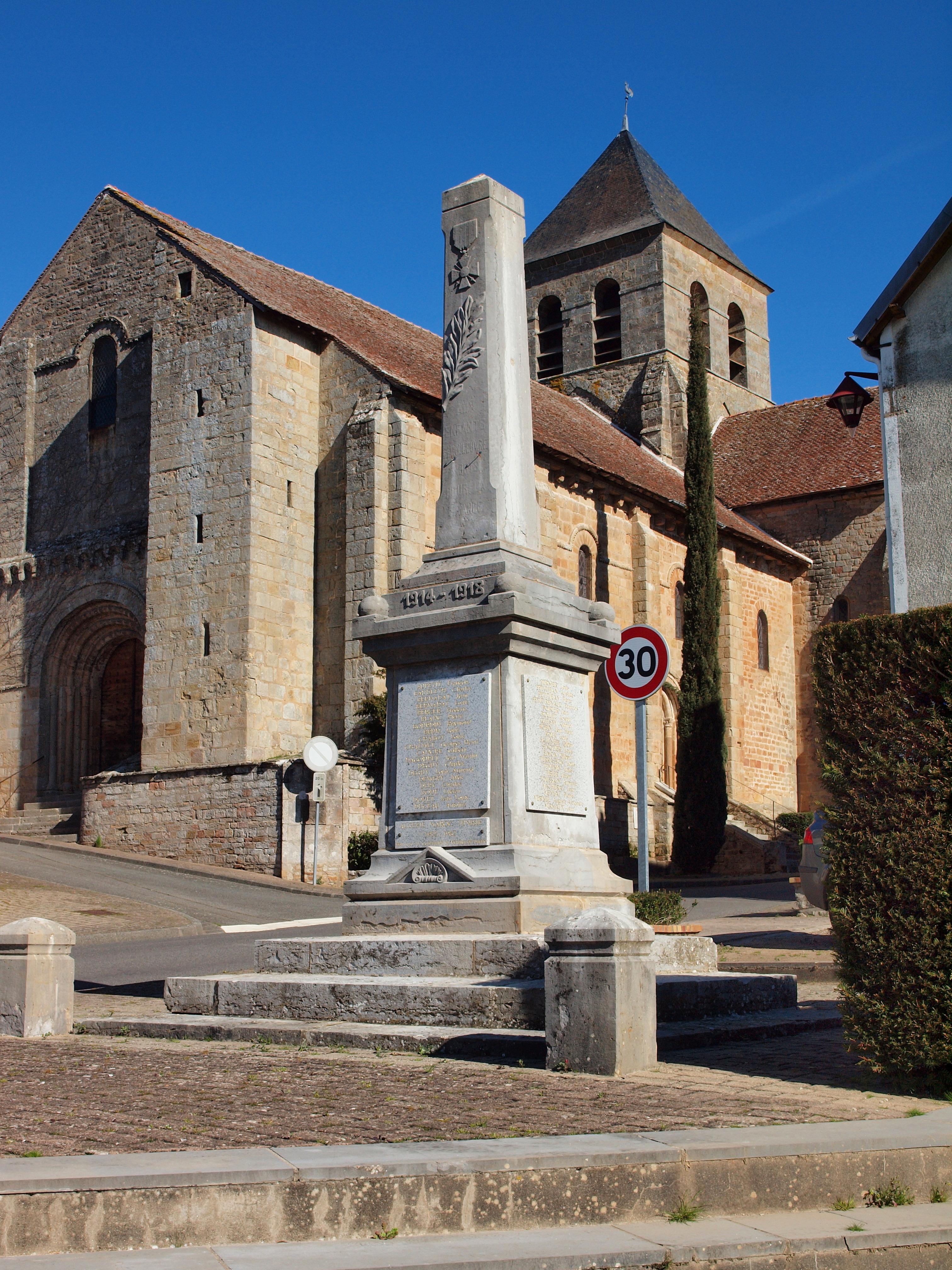
Le monument aux morts et l'église.

### Lieux et monuments
- Église Saint-Julien, du XIIe au XIVe siècle, classée monument historique en septembre 1915. On peut y voir notamment une tribune portée par des colonnes à chapiteaux bourguignons, ainsi que la pierre tombale de Jean de Villars.
- Musée de la porcelaine de Couleuvre[25], dans la maison dite de Charles IX.
- Mini-parc animalier[26], en libre accès.
- Étang municipal [26] de deux hectares.
- Base de loisirs [26], ouvert en juillet-août.

### Personnalités liées à la commune
- Gilbert Guillaumin (1801-1864), éditeur né sur la commune.
- Charles Madet (1804-1874), né à Couleuvre, député de l'Allier de 1848 à 1851.
- Émile Diffloth (1856-1933), céramiste, né à Couleuvre.
- Jules-Hippolyte Percher, né en 1857 à Couleuvre, mort en 1895 dans un duel, journaliste et écrivain français sous le pseudonyme d'Harry Alis.
- Jean-Luc Petitrenaud (1950-2025), critique gastronomique. Il a appris le goût de la bonne chère quand il rendait visite à sa grand-mère Louise à Couleuvre.